# أغوستينو دبريتيس
أغوستينو دبريتيس (بالإيطالية: Agostino Depretis) سياسي إيطالي (31 يناير 1813-29 يوليو 1887) تولى رئاسة الحكومة في إيطاليا ثلاث مرات:
- من 25 مارس 1876 إلى 24 مارس 1878.
- من 19 ديسمبر 1878 إلى 14 يوليو 1879.
- من 29 مايو 1881 إلى 29 يوليو 1887.

في عام 1881 (أثناء وزارته الأخيرة) تم تدشين سياسة إيطاليا الاستعمارية بغزو مصوع في إرتيريا، وفي عام 1882 انضمت إيطاليا إلى الحلف النمساوي الألماني فصار بذلك يعرف باسم الحلف الثلاثي.
توفي أثناء بقاءه في منصبه، ولم يتوفى أحد من رؤساء الحكومات الإيطالية في منصبه غيره هو وكونت كونت كافور.

## روابط خارجية
- أغوستينو دبريتيس على موقع الموسوعة البريطانية (الإنجليزية)
- أغوستينو دبريتيس على موقع إن إن دي بي (الإنجليزية)